# Seltjarnarnes
Seltjarnarnes este un oraș aflat în sud-vestul Islandei, cu o populație de 4,322 locuitori (2013). Este un oraș portuar, localizat pe peninsula omonimă la vest de capitala Reykjavík. 

## Istorie

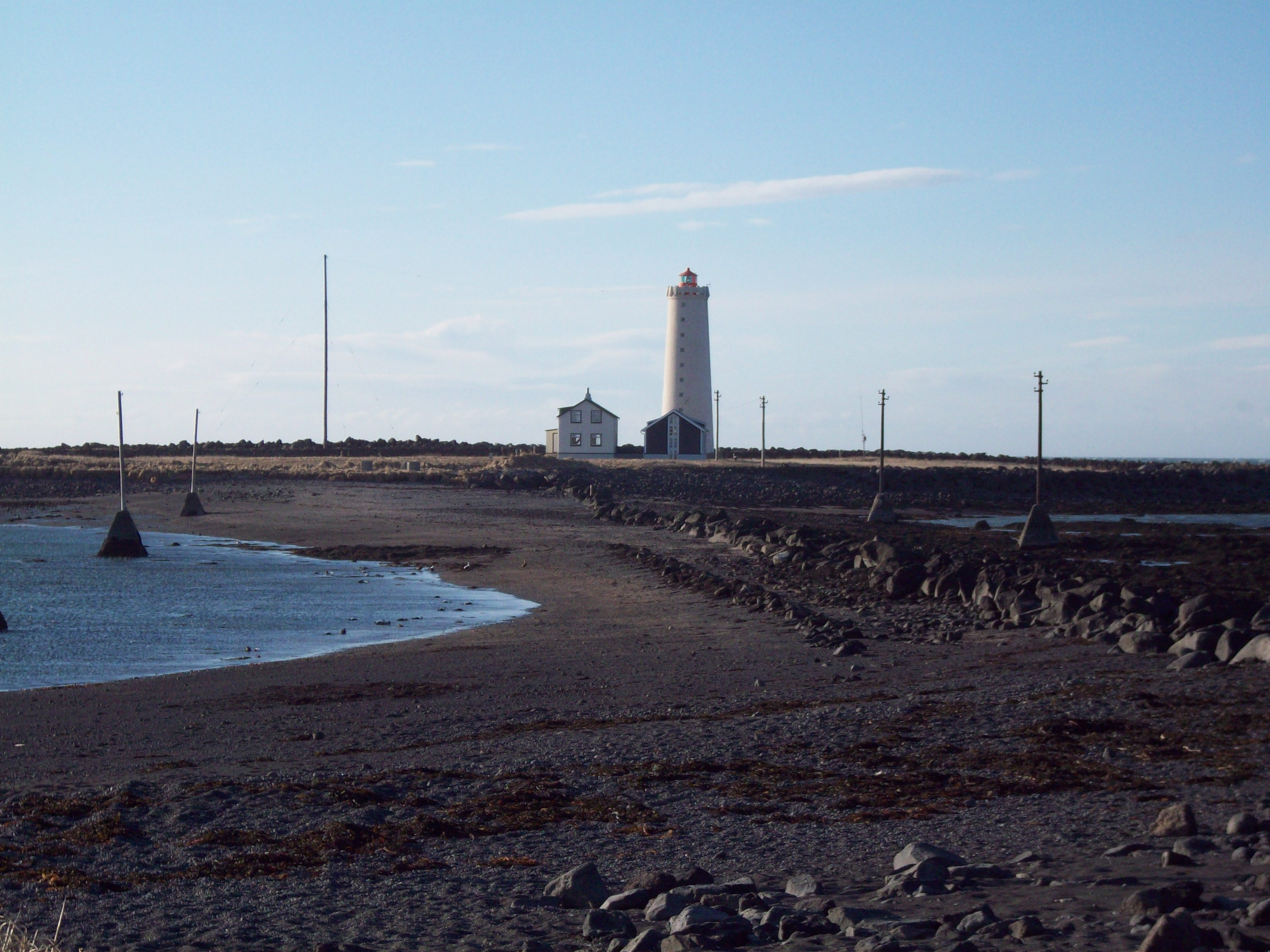
Farul din Seltjarnarnes

Seltjarnarnes a primit statutul de oraș în 1974. Aici se află muzeul medical Nesstofa (într-o clădire construită în anii 1761-1763) și muzeul farmaceutic (într-o farmacie, care a fost construită în 1900). Sursa de alimentare energetică a orașului sunt izvoarele geotermale. În legătură cu afluxul populației către capitală, în Seltjarnarnes are loc o tendință de scădere recentă a numărului de locuitori.

## Evoluția populației
Populația orașului Akureyri în anii 1990 - 2013: